# Поліаніони
По́ліаніо́ни (англ. polyanions) — у неорганічній хімії — багатозарядні аніони оксокислот
d-металів (M) загальної формули [MxOx+k]n–, наприклад, [M7O24]6–
(М = W, Mo), [M6O19]6– (М = Nb, Ta), та поліаніони, які крім атомів металів (М, d-блок) містять гетероатом (X). Це зокрема:
- аніони Кеггіна [XM12O40]n– (M = Mo, W; X = P, As, n = 3; X = Si, n = 4; X = B, n = 5);
- аніони Доусона [X2M18O62]n– (M = Mo, W; X = P, As; n = 6).